# Copa Venezuela
La Coppa del Venezuela (in spagnolo Copa Venezuela de Fútbol) è la coppa nazionale organizzata dalla Federazione calcistica del Venezuela (FVF). Negli anni ha cambiato diverse volte denominazione e modalità di svolgimento. Quella utilizzata attualmente è ad eliminazione diretta. Nel 2007 riprese ad essere svolta dopo diversi anni di interruzione. La squadra vincitrice guadagna la qualificazione alla Coppa Sudamericana dell'anno successivo.

## Albo d'oro

### Per anno
| Anno             | Vincitore                    | Finalista                |  |
| ---------------- | ---------------------------- | ------------------------ |  |
| Copa Liga Mayor  |                              |                          |  |
| 1959             | Deportivo Portugués          | Deportivo Español        |  |
| Copa Naciones    |                              |                          |  |
| 1960             | Banco Agricola               | Deportivo Portugués      |  |
| Copa Caracas     |                              |                          |  |
| 1961             | Deportivo Italia             | Dos Caminos              |  |
| 1962             | Deportivo Italia             |                          |  |
| 1963             | Unión Deportiva Canarias     | Tiquire Flores           |  |
| 1964             | Tiquire Flores               | Unión Deportiva Canarias |  |
| 1965             | Valencia                     | Lara                     |  |
| 1966             | Deportivo Galicia            | Unión Deportiva Canarias |  |
| 1967             | Deportivo Galicia            |                          |  |
| Copa Venezuela   |                              |                          |  |
| 1968             | Unión Deportiva Canarias     | Lara                     |  |
| 1969             | Deportivo Galicia            | Unión Deportiva Canarias |  |
| 1970             | Deportivo Italia             | Deportivo Galicia        |  |
| 1971             | Estudiantes de Mérida        | Anzoátegui               |  |
| Copa Valencia    |                              |                          |  |
| 1972             | Deportivo Portugués          | Valencia                 |  |
| Copa Venezuela   |                              |                          |  |
| 1973             | Portuguesa                   | Estudiantes de Mérida    |  |
| 1974             | Edizione non svolta          | Edizione non svolta      |  |
| 1975             | Estudiantes de Mérida        | Deportivo San Cristóbal  |  |
| 1976             | Portuguesa                   | Deportivo Italia         |  |
| 1977             | Portuguesa                   | Valencia                 |  |
| 1978             | Valencia                     | Universidad de Los Andes |  |
| 1979             | Deportivo Galicia            | Lara                     |  |
| 1980             | Atlético Zamora              | Valencia                 |  |
| 1981             | Deportivo Galicia            |                          |  |
| 1982             | Atlético Zamora              |                          |  |
| 1983             | Edizione non svolta          | Edizione non svolta      |  |
| 1984             | Mineros de Guayana           |                          |  |
| 1985             | Estudiantes de Mérida        |                          |  |
| 1986             | Deportivo Táchira            |                          |  |
| 1987             | Sport Maritimo               |                          |  |
| 1988             | Caracas                      |                          |  |
| 1989             | Sport Maritimo               |                          |  |
| 1990             | Anzoátegui                   |                          |  |
| 1991             | Internacional Puerto La Cruz | Portuguesa               |  |
| 1992             | Trujillanos                  | Caracas                  |  |
| 1993             | Edizione non svolta          | Edizione non svolta      |  |
| 1994             | Caracas                      | Minervén                 |  |
| 1995             | Caracas                      | Trujillanos              |  |
| 1996             | Universidad de Los Andes     | Caracas                  |  |
| 1997             | Atlético Zulia               | Minervén                 |  |
| 1998-1999        | Edizione non svolta          | Edizione non svolta      |  |
| Copa Bolivariana |                              |                          |  |
| 2000             | Caracas                      | Deportivo Táchira        |  |
| 2001-2006        | Edizione non svolta          | Edizione non svolta      |  |
| Copa Venezuela   |                              |                          |  |
| 2007             | Aragua                       | UA Maracaibo             |  |
| 2008             | Deportivo Anzoátegui         | Estudiantes de Mérida    |  |
| 2009             | Caracas                      | Trujillanos              |  |
| 2010             | Trujillanos                  | Zamora                   |  |
| 2011             | Mineros de Guayana           | Trujillanos              |  |
| 2012             | Deportivo Anzoátegui         | Estudiantes de Mérida    |  |
| 2013             | Caracas                      | Deportivo Táchira        |  |
| 2014             | Deportivo La Guaira          | Trujillanos              |  |
| 2015             | Deportivo La Guaira          | Deportivo Lara           |  |
| 2016             | Zulia                        | Estudiantes de Caracas   |  |
| 2017             | Mineros de Guayana           | Zamora                   |  |
| 2018             | Zulia                        | Aragua                   |  |
| 2019             | Zamora                       | Monagas                  |  |

### Per club
| #  | Squadra                      | Vittorie |
| -- | ---------------------------- | -------- |
| 1  | Caracas                      | 5        |
| 2  | Deportivo Galicia            | 5        |
| 3  | Deportivo Italia             | 3        |
| 3  | Estudiantes de Mérida        | 3        |
| 3  | Portuguesa                   | 3        |
| 6  | Deportivo La Guaira          | 2        |
| 6  | Atlético Zamora              | 2        |
| 6  | Deportivo Portugués          | 2        |
| 6  | Sport Maritimo               | 2        |
| 6  | Unión Deportiva Canarias     | 2        |
| 6  | Valencia                     | 2        |
| 6  | Trujillanos                  | 2        |
| 3  | Mineros de Guayana           | 3        |
| 6  | Deportivo Anzoátegui         | 2        |
| 6  | Zulia                        | 2        |
| 16 | Anzoategui                   | 1        |
| 16 | Aragua                       | 1        |
| 16 | Atlético Zulia               | 1        |
| 16 | Banco Agricola               | 1        |
| 16 | Deportivo Táchira            | 1        |
| 16 | Internacional Puerto La Cruz | 1        |
| 16 | Tiquire Flores               | 1        |
| 16 | Universidad de Los Andes     | 1        |
| 16 | Zamora                       | 1        |